# Роберт Фара
Роберт Чарбель Фара Максуд (ісп. Robert Charbel Farah Maksoud) — колумбійський тенісист, спеціаліст із парної гри, чемпіон Вімблдонського турніру та Відкритого чемпіонату США, фіналіст інших турнірів Великого шлему в парному розряді та в міксті, лідер парного рейтингу ATP, дворазовий чемпіон Панамериканських ігор.
Фара народився в Канаді, а грати в теніс учився в Університеті Південної Каліфорнії. Його постійним партнером є земляк Хуан Себастьян Кабаль, а мікст він грає з німкенею Анною-Леною Гренефельд. 
Перший титул Великого шлему пара Кабаль/Фара здобула на Вімблдоні 2019. Ця перемога дозволила їм очолити парний рейтинг ATP. Вони зуміли повторити цей успіх на Відкритому чемпіонаті США 2019 року.

## Досягнення
| W | Ф | ПФ | ЧФ | #Р | КТ | К# | P# | DNQ | A | Z# | PO | G | S | B | NMS | NTI | P | NH |

### Парний розряд
Актуально станом на завершення Mutua Madrid Open 2023.
| Турнір                                 | 2010              | 2011              | 2012              | 2013              | 2014              | 2015              | 2016              | 2017              | 2018         | 2019         | 2020         | 2021  | 2022         | 2023         | ТУ      | W-L     |
| -------------------------------------- | ----------------- | ----------------- | ----------------- | ----------------- | ----------------- | ----------------- | ----------------- | ----------------- | ------------ | ------------ | ------------ | ----- | ------------ | ------------ | ------- | ------- |
| Турніри Великого шолома                |                   |                   |                   |                   |                   |                   |                   |                   |              |              |              |       |              |              |         |         |
| Відкритий чемпіонат Австралії з тенісу |                   |                   | 2р                | ЧФ                | 1р                | 2р                | 3р                | 3р                | Ф            | 1р           |              | 2р    | 2р           | 3р           | 0 / 11  | 18–11   |
| Відкритий чемпіонат Франції з тенісу   |                   |                   | 3р                | 3р                | 1р                | 1р                | 1р                | ПФ                | ЧФ           | ПФ           | ПФ           | ПФ    | 1р           | 2р           | 0 / 12  | 24–12   |
| Вімблдонський турнір                   |                   | 3р                | 1р                | 3р                |                   | 2р                | 2р                | 2р                | 3р           | П            | NH           | ЧФ    | ПФ           | 1р           | 1 / 11  | 22–11   |
| Відкритий чемпіонат США з тенісу       |                   | 2р                | 1р                | 1р                | 2р                | 2р                | 1р                |                   | ПФ           | П            | 2р           | 1р    | ПФ           |              | 1 / 11  | 18–10   |
| В-П                                    | 0–0               | 3–2               | 3–4               | 7–4               | 1–3               | 3–4               | 3–4               | 7–3               | 14–4         | 16–2         | 5–2          | 8–4   | 9–4          | 3–3          | 2 / 45  | 82-45   |
| Завершальний чемпіонат сезону          |                   |                   |                   |                   |                   |                   |                   |                   |              |              |              |       |              |              |         |         |
| Фінал ATP                              | Не кваліфікувався | Не кваліфікувався | Не кваліфікувався | Не кваліфікувався | Не кваліфікувався | Не кваліфікувався | Не кваліфікувався | Не кваліфікувався | ПФ           | ПФ           | DNQ          | КТ    | DNQ          |              | 0 / 3   | 4–7     |
| ATP Tour Masters 1000                  |                   |                   |                   |                   |                   |                   |                   |                   |              |              |              |       |              |              |         |         |
| Indian Wells Open                      |                   |                   |                   |                   |                   | 2р                | 1р                |                   | 1р           | ЧФ           | NH           | 1р    | 2р           | 1р           | 0 / 7   | 4–7     |
| Відкритий чемпіонат Маямі з тенісу     |                   |                   |                   |                   | Ф                 | 2р                |                   | 1р                | ЧФ           | 2р           | NH           | 2р    | 1р           | 2р           | 0 / 8   | 9–8     |
| Мастерс Монте-Карло                    |                   |                   |                   |                   | 2р                | 1р                | ПФ                |                   | ЧФ           | 2р           | NH           | ПФ    | Ф            | 2р           | 0 / 8   | 14–8    |
| Мастерс Мадрид                         |                   |                   |                   |                   | ПФ                |                   | 1р                | 2р                | ПФ           | 1р           | NH           | 2р    | Ф            | 1р           | 0 / 8   | 9–8     |
| Мастерс Рим                            |                   |                   |                   |                   | 1р                | ЧФ                | 1р                |                   | П            | П            | 2р           | 1р    | 2р           | 1р           | 2 / 9   | 13–7    |
| Мастерс Канада                         |                   |                   |                   |                   |                   |                   |                   |                   | 2р           | 1р           | NH           | ЧФ    | 1р           |              | 0 / 4   | 1–4     |
| Мастерс Цинциннаті                     |                   |                   |                   |                   |                   | 2р                |                   |                   | Ф            | Ф            | 1р           | ПФ    | 1р           |              | 0 / 6   | 8–6     |
| Мастерс Шанхай                         |                   |                   |                   |                   | ЧФ                | ЧФ                | 2р                | 2р                | ПФ           | ЧФ           | NH           | NH    | NH           |              | 0 / 6   | 10–6    |
| Мастерс Париж                          |                   |                   |                   |                   | 2р                | 2р                | 1р                | 2р                | 2р           | 2р           | 2р           | ЧФ    |              |              | 0 / 8   | 5–8     |
| В-П                                    | 0–0               | 0–0               | 0–0               | 0–0               | 11–6              | 8–7               | 4–6               | 3–4               | 13–8         | 16–8         | 1–3          | 7–8   | 9–7          | 2–4          | 2 / 64  | 74-64   |
| Виступи за країну                      |                   |                   |                   |                   |                   |                   |                   |                   |              |              |              |       |              |              |         |         |
| Теніс на Олімпійських іграх            | NH                | NH                |                   | Не проводили      | Не проводили      | Не проводили      | 2р                | Не проводили      | Не проводили | Не проводили | Не проводили | ЧФ    | Не проводили | Не проводили | 0 / 2   | 3–2     |
| Кубок Девіса                           | PO                | Z1                | Z1                | PO                | PO                | PO                | Z1                | PO                | PO           | КТ           | КТ           | КТ    |              |              | 0 / 2   | 15–7    |
| В-П                                    | 0–1               | 1–1               | 1–1               | 2–0               | 2–0               | 1–1               | 2–2               | 1–0               | 1–1          | 2–1          | 1–0          | 3–1   | 0–0          |              | 0 / 4   | 17–9    |
| Загальна статистика                    |                   |                   |                   |                   |                   |                   |                   |                   |              |              |              |       |              |              |         |         |
| Титули                                 | 0                 | 0                 | 0                 | 0                 | 2                 | 2                 | 4                 | 2                 | 1            | 5            | 0            | 3     | 0            |              | 19      | 19      |
| Фінали                                 | 0                 | 0                 | 1                 | 1                 | 6                 | 5                 | 5                 | 5                 | 4            | 7            | 2            | 4     | 2            |              | 42      | 42      |
| Разом виграшів–поразок                 | 0–1               | 4–3               | 16–14             | 21–17             | 35–20             | 37–24             | 33–21             | 33–15             | 39–23        | 51–20        | 14–10        | 38–20 | 24-20        | 4–8          | 350-216 | 350-216 |
| Рейтинг на кінець року                 | 160               | 83                | 64                | 48                | 23                | 27                | 30                | 27                | 5            | 1            | 1            | 10    | 29           |              | 62%     | 62%     |

### Мікст
| Турнір                                 | 2011 | 2012 | 2013 | 2014 | 2015 | 2016 | 2017 | 2018 | 2019 | 2020 | 2021 | 2022 | 2023 | ТУ     | В-П   |
| -------------------------------------- | ---- | ---- | ---- | ---- | ---- | ---- | ---- | ---- | ---- | ---- | ---- | ---- | ---- | ------ | ----- |
| Турніри Великого шлему                 |      |      |      |      |      |      |      |      |      |      |      |      |      |        |       |
| Відкритий чемпіонат Австралії з тенісу |      |      |      |      | 1р   | 2р   | 1р   | 1р   | ЧФ   |      | 2р   | 1р   |      | 0 / 7  | 4–6   |
| Відкритий чемпіонат Франції з тенісу   |      |      |      | 2р   | 2р   | 1р   | Ф    | ПФ   | 2р   | NH   | ЧФ   |      |      | 0 / 7  | 11–7  |
| Вімблдонський турнір                   |      | 1р   | 2р   | 1р   |      | Ф    |      | 2р   |      | NH   |      | ЧФ   |      | 0 / 6  | 7–6   |
| Відкритий чемпіонат США з тенісу       |      |      |      | 2р   | 1р   | ПФ   |      |      |      | NH   |      |      |      | 0 / 3  | 4–3   |
| В-П                                    | 0–0  | 0–1  | 1–1  | 2–3  | 1–3  | 8–4  | 4–2  | 3–3  | 3–2  | 0–0  | 2–1  | 2–2  |      | 0 / 23 | 26–23 |

## Фінали основних турнірів

### Фінали турнірів Великого шолома

#### Парний розряд: 3 (2–1)
| Результат | Рік  | Турнір                                 | Покриття | Партнер               | Суперники                           | Рахунок                                     |
| --------- | ---- | -------------------------------------- | -------- | --------------------- | ----------------------------------- | ------------------------------------------- |
| Поразка   | 2018 | Відкритий чемпіонат Австралії з тенісу | Тверде   | Хуан Себастьян Кабаль | Олівер Марах Мате Павич             | 4–6, 4–6                                    |
| Перемога  | 2019 | Вімблдонський турнір                   | Трава    | Хуан Себастьян Кабаль | Ніколя Маю Едуар Роже-Васслен       | 6–7(5–7), 7–6(7–5), 7–6(8–6), 6–7(5–7), 6–3 |
| Перемога  | 2019 | Відкритий чемпіонат США з тенісу       | Тверде   | Хуан Себастьян Кабаль | Марсель Гранольєрс Орасіо Себальйос | 6–4, 7–5                                    |

#### Мікст: 2 (2 поразки)
| Результат | Рік  | Турнір                               | Покриття | Партнер              | Суперники                        | Рахунок           |
| --------- | ---- | ------------------------------------ | -------- | -------------------- | -------------------------------- | ----------------- |
| Поразка   | 2016 | Вімблдонський турнір                 | Трава    | Анна-Лена Гренефельд | Гезер Вотсон Генрі Контінен      | 6–7(5–7), 4–6     |
| Поразка   | 2017 | Відкритий чемпіонат Франції з тенісу | Ґрунт    | Анна-Лена Гренефельд | Габріела Дабровскі Роган Бопанна | 6–2, 2–6, [10–12] |

### Фінали Мастерс 1000

#### Парний розряд: 7 (2–5)
| Результат | Рік  | Турнір                             | Покриття | Партнер               | Суперники                       | Рахунок               |
| --------- | ---- | ---------------------------------- | -------- | --------------------- | ------------------------------- | --------------------- |
| Поразка   | 2014 | Відкритий чемпіонат Маямі з тенісу | Тверде   | Хуан Себастьян Кабаль | Боб Браян Майк Браян            | 6–7(8–10), 4–6        |
| Перемога  | 2018 | Мастерс Рим                        | Ґрунт    | Хуан Себастьян Кабаль | Пабло Карреньо Буста Жуан Соуза | 3–6, 6–4, [10–4]      |
| Поразка   | 2018 | Мастерс Цинциннаті                 | Тверде   | Хуан Себастьян Кабаль | Джеймі Маррей Бруно Соарес      | 6–4, 3–6, [6–10]      |
| Перемога  | 2019 | Відкритий чемпіонат Італії (2)     | Ґрунт    | Хуан Себастьян Кабаль | Равен Класен Майкл Вінус        | 6–1, 6–3              |
| Поразка   | 2019 | Мастерс Цинциннаті                 | Тверде   | Хуан Себастьян Кабаль | Іван Додіг Філіп Полашек        | 6–4, 4–6, [6–10]      |
| Поразка   | 2022 | Мастерс Монте-Карло                | Ґрунт    | Хуан Себастьян Кабаль | Ражів Рам Джо Солсбері          | 4–6, 6–3, [7–10]      |
| Поразка   | 2022 | Мастерс Мадрид                     | Ґрунт    | Хуан Себастьян Кабаль | Веслі Колгоф Ніл Скупскі        | 7–6(7–4), 4–6, [5–10] |

## Фінали турнірів ATP за кар'єру

### Парний розряд: 42 (19–23)
| Легенда                                     |
| ------------------------------------------- |
| Турніри Великого шолома (2–1)               |
| Фінали Світового туру ATP (0–0)             |
| Серія Мастерс 1000 Світового Туру ATP (2–5) |
| Серія 500 Світового туру ATP (6–4)          |
| Серія 250 Світового туру ATP (9–13)         |

| Фінали за покриттям |
| ------------------- |
| Тверде (5–9)        |
| Ґрунт (12–14)       |
| Трава (2–0)         |

| Фінали за типом корту |
| --------------------- |
| Відкритий (16–22)     |
| Закритий (3–1)        |

| Результат | В-П   | Дата     | Турнір                                            | Рівень       | Покриття   | Партнер               | Суперники                            | Рахунок                                     |
| --------- | ----- | -------- | ------------------------------------------------- | ------------ | ---------- | --------------------- | ------------------------------------ | ------------------------------------------- |
| Поразка   | 0–1   | Лип 2012 | Відкритий чемпіонат Швейцарії, Швейцарія          | Серія 250    | Ґрунт      | Сантьяго Хіральдо     | Марсель Гранольєрс Марк Лопес Таррес | 4–6, 6–7(9–11)                              |
| Поразка   | 0–2   | Тра 2013 | Open de Nice Côte d'Azur, Франція                 | Серія 250    | Ґрунт      | Хуан Себастьян Кабаль | Юган Брунстрем Равен Класен          | 3–6, 2–6                                    |
| Поразка   | 0–3   | Січ 2014 | Brisbane International, Австралія                 | Серія 250    | Тверде     | Хуан Себастьян Кабаль | Маріуш Фирстенберг Деніел Нестор     | 7–6(7–4), 4–6, [7–10]                       |
| Поразка   | 0–4   | Лют 2014 | Chile Open, Чилі                                  | Серія 250    | Ґрунт      | Хуан Себастьян Кабаль | Олівер Марах Флорін Мерджа           | 3–6, 4–6                                    |
| Перемога  | 1–4   | Лют 2014 | Rio Open, Бразилія                                | Серія 500    | Ґрунт      | Хуан Себастьян Кабаль | Давід Марреро Марсело Мело           | 6–4, 6–2                                    |
| Поразка   | 1–5   | Бер 2014 | Brasil Open, Бразилія                             | Серія 250    | Ґрунт (i)  | Хуан Себастьян Кабаль | Гільєрмо Гарсія-Лопес Філіпп Освальд | 7–5, 4–6, [13–15]                           |
| Поразка   | 1–6   | Бер 2014 | Відкритий чемпіонат Маямі з тенісу, США           | Мастерс 1000 | Тверде     | Хуан Себастьян Кабаль | Боб Браян Майк Браян                 | 6–7(8–10), 4–6                              |
| Перемога  | 2–6   | Сер 2014 | Winston-Salem Open, США                           | Серія 250    | Тверде     | Хуан Себастьян Кабаль | Джеймі Маррей Джон Пірс (тенісист)   | 6–3, 6–4                                    |
| Перемога  | 3–6   | Лют 2015 | Відкритий чемпіонат Бразилії, Бразилія            | Серія 250    | Ґрунт (i)  | Хуан Себастьян Кабаль | Паоло Лоренці Дієго Шварцман         | 6–4, 6–2                                    |
| Перемога  | 4–6   | Тра 2015 | Geneva Open, Швейцарія                            | Серія 250    | Ґрунт      | Хуан Себастьян Кабаль | Равен Класен Лу Єнь-Сюнь             | 7–5, 4–6, [10–7]                            |
| Поразка   | 4–7   | Лип 2015 | Swedish Open, Швеція                              | Серія 250    | Ґрунт      | Хуан Себастьян Кабаль | Жеремі Шарді Лукаш Кубот             | 7–6(8–6), 3–6, [8–10]                       |
| Поразка   | 4–8   | Сер 2015 | Відкритий чемпіонат Німеччини, Німеччина          | Серія 500    | Ґрунт      | Хуан Себастьян Кабаль | Джеймі Маррі Джон Пірс (тенісист)    | 6–2, 3–6, [8–10]                            |
| Поразка   | 4–9   | Жов 2015 | Відкритий чемпіонат Японії, Японія                | Серія 500    | Тверде     | Хуан Себастьян Кабаль | Равен Класен Марсело Мело            | 6–7(5–7), 6–3, [7–10]                       |
| Перемога  | 5–9   | Лют 2016 | Відкритий чемпіонат Аргентини, Аргентина          | Серія 250    | Ґрунт      | Хуан Себастьян Кабаль | Іньїго Сервантес Паоло Лоренці       | 6–3, 6–0                                    |
| Перемога  | 6–9   | Лют 2016 | Rio Open, Бразилія (2)                            | Серія 500    | Ґрунт      | Хуан Себастьян Кабаль | Пабло Карреньо Буста Давід Марреро   | 7–6(7–5), 6–1                               |
| Поразка   | 6–10  | Тра 2016 | Bavarian International, Німеччина                 | Серія 250    | Ґрунт      | Хуан Себастьян Кабаль | Генрі Контінен Джон Пірс (тенісист)  | 3–6, 6–3, [7–10]                            |
| Перемога  | 7–10  | Тра 2016 | Open de Nice Côte d'Azur, Франція                 | Серія 250    | Ґрунт      | Хуан Себастьян Кабаль | Мате Павич Майкл Вінус               | 4–6, 6–4, [10–8]                            |
| Перемога  | 8–10  | Жов 2016 | Кубок Кремля, Росія                               | Серія 250    | Тверде (i) | Хуан Себастьян Кабаль | Юліан Ноул Юрген Мельцер             | 7–5, 4–6, [10–5]                            |
| Перемога  | 9–10  | Лют 2017 | Argentina Open, Аргентина (2)                     | Серія 250    | Ґрунт      | Хуан Себастьян Кабаль | Сантьяго Гонсалес Давід Марреро      | 6–1, 6–4                                    |
| Поразка   | 9–11  | Лют 2017 | Rio Open, Бразилія                                | Серія 500    | Ґрунт      | Хуан Себастьян Кабаль | Пабло Карреньйо Busta Пабло Куевас   | 4–6, 7–5, [8–10]                            |
| Поразка   | 9–12  | Кві 2017 | Hungarian Open, Угорщина                          | Серія 250    | Ґрунт      | Хуан Себастьян Кабаль | Браян Бейкер Нікола Мектич           | 6–7(2–7), 4–6                               |
| Перемога  | 10–12 | Тра 2017 | Bavarian International, Німеччина                 | Серія 250    | Ґрунт      | Хуан Себастьян Кабаль | Жеремі Шарді Фабріс Мартен           | 6–3, 6–3                                    |
| Поразка   | 10–13 | Тра 2017 | Відкритий чемпіонат Женеви, Швейцарія             | Серія 250    | Ґрунт      | Хуан Себастьян Кабаль | Жан-Жульєн Роєр Горія Текеу          | 6–2, 6–7(9–11), [6–10]                      |
| Поразка   | 10–14 | Січ 2018 | Відкритий чемпіонат Австралії з тенісу, Австралія | Великий Шлем | Тверде     | Хуан Себастьян Кабаль | Олівер Марах Мате Павич              | 4–6, 4–6                                    |
| Поразка   | 10–15 | Лют 2018 | Argentina Open, Аргентина                         | Серія 250    | Ґрунт      | Хуан Себастьян Кабаль | Андрес Мольтені Орасіо Себальйос     | 3–6, 7–5, [3–10]                            |
| Перемога  | 11–15 | Тра 2018 | Мастерс Рим, Італія                               | Мастерс 1000 | Ґрунт      | Хуан Себастьян Кабаль | Пабло Карреньйо Busta Жуан Соуза     | 3–6, 6–4, [10–4]                            |
| Поразка   | 11–16 | Сер 2018 | Мастерс Цинциннаті, США                           | Мастерс 1000 | Тверде     | Хуан Себастьян Кабаль | Джеймі Маррі Бруно Соарес            | 6–4, 3–6, [6–10]                            |
| Поразка   | 11–17 | Січ 2019 | Sydney International, Австралія                   | Серія 250    | Тверде     | Хуан Себастьян Кабаль | Джеймі Маррі Бруно Соарес            | 4–6, 3–6                                    |
| Перемога  | 12–17 | Кві 2019 | Barcelona Open, Іспанія                           | Серія 500    | Ґрунт      | Хуан Себастьян Кабаль | Джеймі Маррі Бруно Соарес            | 6–4, 7–6(7–4)                               |
| Перемога  | 13–17 | Тра 2019 | Відкритий чемпіонат Італії, Італія (2)            | Мастерс 1000 | Ґрунт      | Хуан Себастьян Кабаль | Равен Класен Майкл Вінус             | 6–1, 6–3                                    |
| Перемога  | 14–17 | Чер 2019 | Eastbourne International, Велика Британія         | Серія 250    | Трава      | Хуан Себастьян Кабаль | Максімо Ґонсалес Ораціо Себаллос     | 3–6, 7–6(7–4), [10–6]                       |
| Перемога  | 15–17 | Лип 2019 | Вімблдонський турнір, Велика Британія             | Великий Шлем | Трава      | Хуан Себастьян Кабаль | Ніколя Маю Едуар Роже-Васслен        | 6–7(5–7), 7–6(7–5), 7–6(8–6), 6–7(5–7), 6–3 |
| Поразка   | 15–18 | Сер 2019 | Мастерс Цинциннаті, США                           | Мастерс 1000 | Тверде     | Хуан Себастьян Кабаль | Іван Додіг Філіп Полашек             | 6–4, 4–6, [6–10]                            |
| Перемога  | 16–18 | Вер 2019 | Відкритий чемпіонат США з тенісу, США             | Великий Шлем | Тверде     | Хуан Себастьян Кабаль | Марсель Гранольєрс Ораціо Себаллос   | 6–4, 7–5                                    |
| Поразка   | 16–19 | Лют 2020 | Abierto Mexicano TELCEL, Мексика                  | Серія 500    | Тверде     | Хуан Себастьян Кабаль | Лукаш Кубот Марсело Мело             | 6–7(6–8), 7–6(7–4), [9–11]                  |
| Поразка   | 16–20 | Жов 2020 | Forte Village Sardegna Open, Італія               | Серія 250    | Ґрунт      | Хуан Себастьян Кабаль | Маркус Даніелл Філіпп Освальд        | 3–6, 4–6                                    |
| Поразка   | 16–21 | Лют 2021 | Great Ocean Road Open, Австралія                  | Серія 250    | Тверде     | Хуан Себастьян Кабаль | Джеймі Маррі Бруно Соарес            | 3–6, 6–7(7–9)                               |
| Перемога  | 17–21 | Бер 2021 | Dubai Tennis Championships, ОАЕ                   | Серія 500    | Тверде     | Хуан Себастьян Кабаль | Нікола Мектич Мате Павич             | 7–6(7–0), 7–6(7–4)                          |
| Перемога  | 18–21 | Кві 2021 | Barcelona Open, Іспанія                           | Серія 500    | Ґрунт      | Хуан Себастьян Кабаль | Кевін Кравіц Горія Текеу             | 6–4, 6–2                                    |
| Перемога  | 19–21 | Жов 2021 | Vienna Open, Австрія                              | Серія 500    | Тверде (i) | Хуан Себастьян Кабаль | Ражів Рам Джо Солсбері               | 6–4, 6–2                                    |
| Поразка   | 19–22 | Кві 2022 | Мастерс Монте-Карло, Монако                       | Мастерс 1000 | Ґрунт      | Хуан Себастьян Кабаль | Ражів Рам Джо Салісбері              | 4–6, 6–3, [7–10]                            |
| Поразка   | 19–23 | Тра 2022 | Мастерс Мадрид, Іспанія                           | Мастерс 1000 | Ґрунт      | Хуан Себастьян Кабаль | Веслі Колгоф Ніл Скупскі             | 7–6(7–4), 4–6, [5–10]                       |

## ATP Челленджер і ITF Ф'ючерс

### Одиночний розряд: 5 (3–2)
| Легенда                  |
| ------------------------ |
| Тур ATP Челленджер (1–2) |
| ITF Ф'ючерс (2–0)        |

| Результат | Ранг | Дата            | Турнір                  | Покриття | Суперник              | Рахунок            |
| --------- | ---- | --------------- | ----------------------- | -------- | --------------------- | ------------------ |
| Перемога  | 1.   | 7 червня 2010   | Маракайбо, Венесуела    | Тверде   | Іван Міранда          | 6–3, 7–6(7–3)      |
| Перемога  | 2.   | 21 червня 2010  | Баркісімето, Венесуела  | Тверде   | Іван Ендара           | 6–4, 6–2           |
| Перемога  | 3.   | 12 липня 2010   | Богота, Колумбія        | Ґрунт    | Карлос Саламанка      | 6–3, 2–6, 7–6(7–3) |
| Поразка   | 4.   | 16 вересня 2011 | Агуаскальєнтес, Мексика | Ґрунт    | Хуан Себастьян Кабаль | 6–4, 7–6(7–3)      |
| Поразка   | 5.   | 6 серпня 2012   | Аптос, США              | Тверде   | Стів Джонсон          | 6–3, 6–3           |